# Sabana Hoyos
Sabana Hoyos es un barrio ubicado en el municipio de Arecibo en el estado libre asociado de Puerto Rico. En el Censo de 2010 tenía una población de 10745 habitantes y una densidad poblacional de 180,23 personas por kilómetro cuadrado.

## Geografía
Sabana Hoyos se encuentra ubicado en las coordenadas 18°22′14″N 66°37′1″O / 18.37056, -66.61694. Según la Oficina del Censo de los Estados Unidos, Sabana Hoyos tiene una superficie total de 59.62 km², de la cual 59.56 km² corresponden a tierra firme y (0.1%) 0.06 km² es agua.

## Demografía
Según el censo de 2010, había 10745 personas residiendo en Sabana Hoyos. La densidad de población era de 180,23 hab./km². De los 10745 habitantes, Sabana Hoyos estaba compuesto por el 84.81% blancos, el 4.86% eran afroamericanos, el 0.34% eran amerindios, el 0.16% eran asiáticos, el 7.3% eran de otras razas y el 2.54% pertenecían a dos o más razas. Del total de la población el 99.42% eran hispanos o latinos de cualquier raza.